# ویتالیانو برانکاتی
ویتالیانو برانکاتی (انگلیسی: Vitaliano Brancati؛ ۲۴ ژوئیهٔ ۱۹۰۷ – ۲۵ سپتامبر ۱۹۵۴) رمان‌نویس و فیلم‌نامه‌نویس اهل ایتالیا بود.

## زندگی‌نامه
برانکاتی که در پاچینو، سیراکوز به دنیا آمد و در کاتانیا در رشته ادبیات فارغ التحصیل شد و بیشتر بخش زندگی خود را در آنجا گذراند. در حالی که از سنین پایین شروع به نوشتن کرد و در ۲۵ سالگی نویسنده شش کتاب بود.

## درگذشت
او با بازیگر آنا پروکلمر ازدواج کرده بود و این زوج صاحب یک دختر بودند. او پس از یک عمل جراحی سنگین در کلینیکی در تورین درگذشت.

## فیلم‌شناسی
- زیبای خفته
- آنتونیوی زیبا
- احساس مالکیت
- آتشفشان
- اورینت اکسپرس
- سفر به ایتالیا
- مرد هوسران
- خدمتکار منزل